# Areopaguristes
Areopaguristes is een geslacht van kreeftachtigen uit de klasse van de Malacostraca (hogere kreeftachtigen).

## Soorten
- Areopaguristes abbreviatus (Dechancé, 1963)
- Areopaguristes breviantennatus (Rahayu, 2005)
- Areopaguristes cyanops (Forest, 1978)
- Areopaguristes difficilis (Forest, 1952)
- Areopaguristes engyops (Barnard, 1947)
- Areopaguristes hewatti (Wass, 1963)
- Areopaguristes hispidus (A. Milne-Edwards & Bouvier, 1892)
- Areopaguristes hummi (Wass, 1955)
- Areopaguristes iris (Forest & de Saint Laurent, 1968)
- Areopaguristes japonicus (Miyake, 1961)
- Areopaguristes mauritanicus (Bouvier, 1906)
- Areopaguristes mclaughlinae (Ayón Parente & Hendrickx, 2006)
- Areopaguristes micheleae (Rahayu, 2005)
- Areopaguristes ngochoae (Rahayu, 2005)
- Areopaguristes nigroapiculus (Komai, 2009)
- Areopaguristes orbis (Komai, 2009)
- Areopaguristes perspicax (Nobili, 1906)
- Areopaguristes pilosus (H. Milne Edwards, 1836)
- Areopaguristes rubrodiscus (Forest, 1952)
- Areopaguristes setosus (H. Milne Edwards, 1848)
- Areopaguristes taenia (Komai, 1999)
- Areopaguristes tuberculatus (Whitelegge, 1900)
- Areopaguristes tudgei Lemaitre & Felder, 2012
- Areopaguristes virilis (Forest, 1952)